# ضريح بير عطا
ضريح بير عطا (بالفارسية: آرامگاه پیرعطا) هو ضريح تاريخي يعود إلى القاجاريون، ويقع في طهران.